# Maria Enzersdorf
Maria Enzersdorf ist eine Marktgemeinde mit 8802 Einwohnern (Stand 1. Jänner 2025) an der Thermenlinie im niederösterreichischen Industrieviertel. Bis 1999 hieß die Gemeinde Maria Enzersdorf am Gebirge.

## Geografie

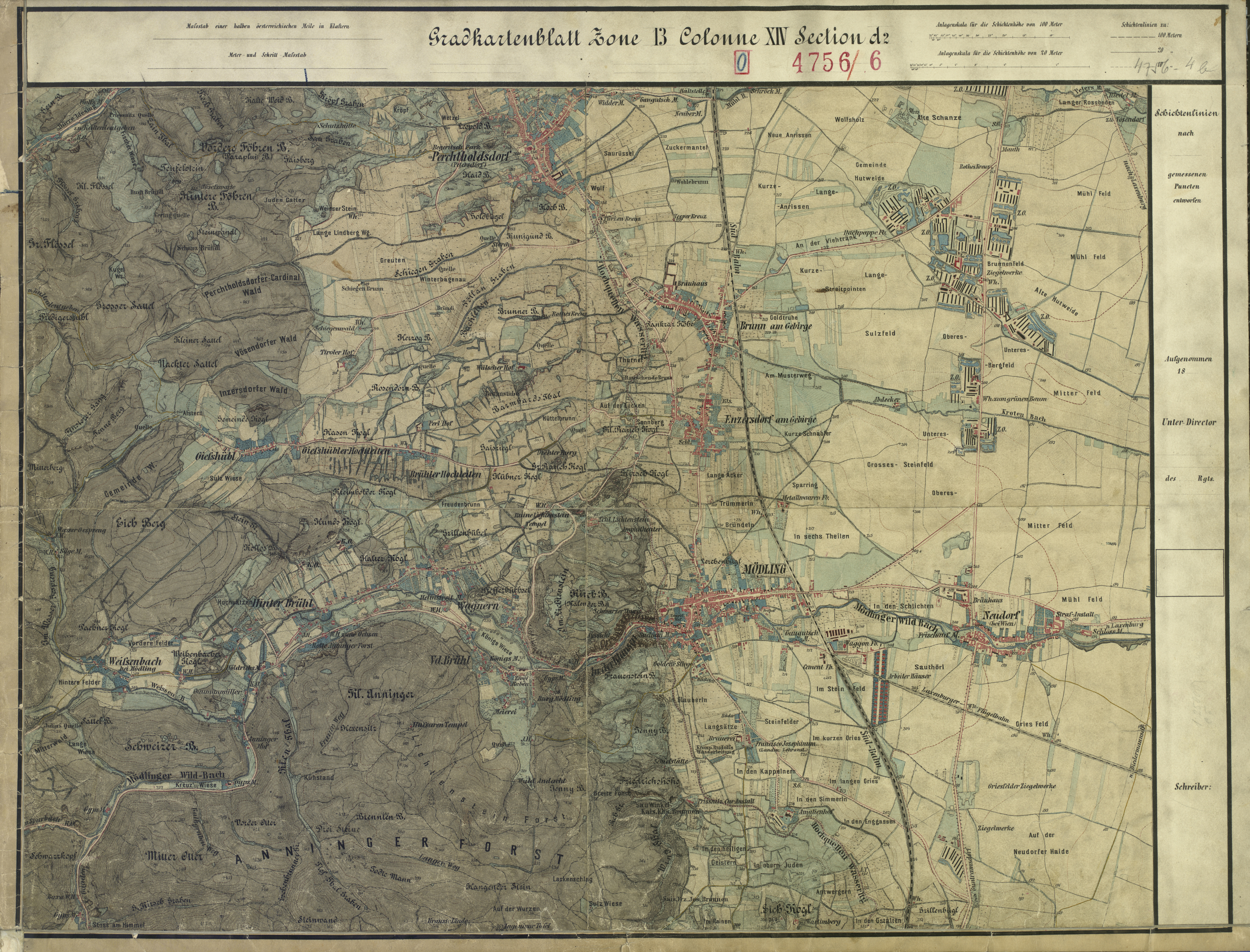
Das damalige „Enzersdorf am Gebirge“ und seine Umgebung um 1872 (Aufnahmeblatt der Landesaufnahme)

### Gemeindegliederung
Maria Enzersdorf besteht aus dem Altort, daher dem gewachsenen Maria Enzersdorf, und der Südstadt. Während der Altort im westlichen Teil des Gemeindegebietes am Abhang des Wienerwaldes liegt, wurde die Südstadt östlich davon im ebenen Teil des Wiener Beckens angelegt. Die Südstadt wurde als geplantes Wohn- und Geschäftsgebiet als „Gartenstadt“ konzipiert. Die von den niederösterreichischen Landesgesellschaften NEWAG und NIOGAS (heute EVN AG) beauftragten Architekten Wilhelm Hubatsch, Franz Kiener und Gustav Peichl waren für die Planung des neuen Verwaltungszentrums der o. g. Gesellschaften sowie des daran angeschlossenen Wohn- und Geschäftsgebiets verantwortlich. Der erste Spatenstich erfolgte am 12. September 1960.

### Nachbargemeinden
| Gießhübl    | Brunn am Gebirge                            |                |
| Hinterbrühl | Kompassrose, die auf Nachbargemeinden zeigt |                |
|             | Mödling                                     | Wiener Neudorf |

## Geschichte
Die Geschichte des Ortes ist eng mit dem Weinbau verbunden. Nach Grabungsfunden dürften bereits die Kelten und die Römer sich hier angesiedelt haben.
Ab dem 11. Jahrhundert lag auf dem Großen Rauchkogel, etwa 600 Meter nordwestlich und 20 Meter höher als die heutige Burg Liechtenstein, eine kleine Holzburg auf einem Erdhügel. Dieser Hügel war von einem Wall sowie einem Graben umschlossen. Nach 1100 wurde die Anlage von den „Herren von Engilschalchesdorf“ (heute: Maria Enzersdorf) ausgebaut.
Das erste Mal urkundlich erwähnt ist der Ort um 1130 als „Engelschalkesdorf“ im Stift Klosterneuburg. „Engelschalk“ war die Bezeichnung für einen „strengen Knecht“, eine Art Gutsverwalter. Es war die Zeit, in der auch die Burg Liechtenstein erbaut wurde. Die älteste Kirche der Stadt war die Kapelle der Maria Magdalena (heute Hauptstraße 24/26), die wiederum auf den Fundamenten einer mittelalterlichen Grangie der Mönche des Stiftes Heiligenkreuz errichtet wurde. 1402 wurde der Heiligenkreuzer Gutshof an die Gemeinde verkauft; ihr diente er bis 1863 als Rathaus. 1454 wurde das Franziskanerkloster erbaut. Im Zuge der Türkenkriege wurde der Ort mehrmals zerstört. Auch die Franziskaner mussten während der Reformation das Kloster verlassen, kamen aber wieder zurück, und Maria Enzersdorf wurde rekatholisiert. 1676–1678 baute Heiligenkreuz den Neuen Heiligenkreuzerhof in der Mariazeller Gasse 5; er war bis 1918 im Besitz des Klosters.
Die Geschichte des 19. Jahrhunderts ist sehr stark mit Johann I. von Liechtenstein verbunden, der die Burg Liechtenstein wieder zurückkaufte und die Wälder rund um den Ort wieder aufforstete.
Ende des 19. Jahrhunderts entstand ein zweites Kloster, das Missionshaus Sankt Gabriel der Steyler Missionare. Diesem Kloster ist es auch zu verdanken, dass die dortige Umgebung – trotz des enormen Baudrucks in der gesamten Gemeinde – immer noch einige, teils verwilderte Grünflächen umfasst, beispielsweise Trockenrasen mit ihrer hohen ökologischen Bedeutung.
Die Gründung der Freiwilligen Feuerwehr mit einer Stärke von 26 Mann erfolgte am 14. April 1872 unter Vorsitz des Gemeinderates Lazarus Maller, der auch mit absoluter Stimmenmehrheit zum ersten Kommandanten gewählt wurde.
Von 1938 bis 1954 gehörte Maria Enzersdorf zu Groß-Wien (24. Bezirk).
1964 wurde ein drittes Kloster, das Klarissenkloster, erbaut.
Die größte Erweiterung erfuhr der Ort, als die Südstadt, die als Gartenstadt konzipiert ist, 1961 unter dem ehemaligen NEWAG-Generaldirektor und Landeshauptmannstellvertreter Viktor Müllner begonnen (der Spatenstich erfolgte am 12. September 1960) und in den 1970er Jahren fertiggestellt wurde. Durch den Bau der Südstadt verdoppelte sich auch die Einwohnerzahl in zehn Jahren (1961: 3825, 1971: 8120). Gleichzeitig wurde auch die Zentrale der heutigen EVN in der Südstadt errichtet. Auch das Bundessportzentrum Südstadt wurde hier im Zuge des Baues der Südstadt angesiedelt.
Am 19. Oktober 2004 wurde beschlossen, das alte Gemeindeamt, das zu klein war und sicherheitstechnische Mängel aufwies, zu verkaufen und ein neues Gemeindeamt auf einer im Jahr 2000 erworbenen Liegenschaft zu errichten. Das dort vorhandene Kielmannsegg-Schlössl wurde um einen modernen Zubau erweitert. Die neue Adresse der Gemeindeverwaltung lautet seit 6. August 2007 Hauptstraße 37. Der Bau wurde unter anderem von den parteiunabhängigen Aktiven wegen hoher, stetig steigender Kosten und überdimensionierter Größe heftig kritisiert. Die ÖVP hielt dem entgegen, dass diese Kostensteigerungen gerade auf die jahrelangen Verzögerungen, die die Aktiven verursacht hätten, zurückzuführen seien.
Das neue Gemeindeamt wurde am 6. Oktober 2007 im Beisein des niederösterreichischen Landeshauptmannes Erwin Pröll offiziell eröffnet.
Im westlichsten und höchstgelegenen Teil des Ortes (an der Grenze zur Gemeinde Gießhübl) befinden sich im Untergrund Gipsstöcke, wo bis 1880 Gips abgebaut wurde. Dieses Bergwerk wurde ohne jegliche Sicherungsmaßnahme aufgegeben. In den 1990er Jahren kam es vereinzelt zu Senkungen an der Oberfläche, die von durch Subrosion entstandene natürliche Hohlräume, aber auch von ehemaligen Stollen, wie sie auch in der benachbarten Seegrotte noch zu sehen sind, herrühren könnten. Es wurden deshalb 2004 und 2005 über 70 Sondierungsbohrungen durchgeführt, wobei man durch Videobilder aus der Tiefe in einem Stollen alte Werkzeuge identifizieren konnte. Die Stollen reichen bis in die Nachbargemeinde Gießhübl. Dort soll sich der ursprüngliche Einstieg in das Bergwerk befinden. Da das Gebiet in den 1970er Jahren in Bauland umgewidmet wurde, stehen heute dort Wohngebäude, von denen manche bereits Schäden aufweisen, die auf den früheren Bergbau zurückzuführen sein könnten. Da sich aber in diesem Gebiet in der Zwischenkriegszeit auch eine Mülldeponie befand, könnten Schäden auch von unzureichender Bodenverdichtung herrühren. Die Kosten für die Erkundungsbohrungen hat die Gemeinde Maria Enzersdorf vorfinanziert. Die Anfang 2007 begonnene Sicherung des alten Bergwerkes durch Verfüllen der Hohlräume wurde Ende August 2007 fertiggestellt. An den Kosten (Schätzung 3 Millionen Euro) für diese Sanierung haben sich Bund, Land und Gemeinde zu je einem Drittel beteiligt.

### Bevölkerungsentwicklung
| Maria Enzersdorf: Einwohnerzahlen von 1869 bis 2025 | Maria Enzersdorf: Einwohnerzahlen von 1869 bis 2025 | Maria Enzersdorf: Einwohnerzahlen von 1869 bis 2025 | Maria Enzersdorf: Einwohnerzahlen von 1869 bis 2025 | Maria Enzersdorf: Einwohnerzahlen von 1869 bis 2025 |
| --------------------------------------------------- | --------------------------------------------------- | --------------------------------------------------- | --------------------------------------------------- | --------------------------------------------------- |
| Jahr                                                |                                                     |                                                     |                                                     | Einwohner                                           |
| 1869                                                | 1869                                                |                                                     | 1.086                                               | 1.086                                               |
| 1880                                                | 1880                                                |                                                     | 1.093                                               | 1.093                                               |
| 1890                                                | 1890                                                |                                                     | 1.459                                               | 1.459                                               |
| 1900                                                | 1900                                                |                                                     | 2.672                                               | 2.672                                               |
| 1910                                                | 1910                                                |                                                     | 3.164                                               | 3.164                                               |
| 1923                                                | 1923                                                |                                                     | 3.749                                               | 3.749                                               |
| 1934                                                | 1934                                                |                                                     | 4.105                                               | 4.105                                               |
| 1939                                                | 1939                                                |                                                     | 4.217                                               | 4.217                                               |
| 1951                                                | 1951                                                |                                                     | 4.033                                               | 4.033                                               |
| 1961                                                | 1961                                                |                                                     | 3.825                                               | 3.825                                               |
| 1971                                                | 1971                                                |                                                     | 8.120                                               | 8.120                                               |
| 1981                                                | 1981                                                |                                                     | 9.148                                               | 9.148                                               |
| 1991                                                | 1991                                                |                                                     | 8.594                                               | 8.594                                               |
| 2001                                                | 2001                                                |                                                     | 8.202                                               | 8.202                                               |
| 2011                                                | 2011                                                |                                                     | 8.627                                               | 8.627                                               |
| 2021                                                | 2021                                                |                                                     | 8.745                                               | 8.745                                               |
| 2025                                                | 2025                                                |                                                     | 8.802                                               | 8.802                                               |
| Quelle(n): Statistik Austria, Gebietsstand 1.1.2021 |                                                     |                                                     |                                                     |                                                     |

## Kultur und Sehenswürdigkeiten

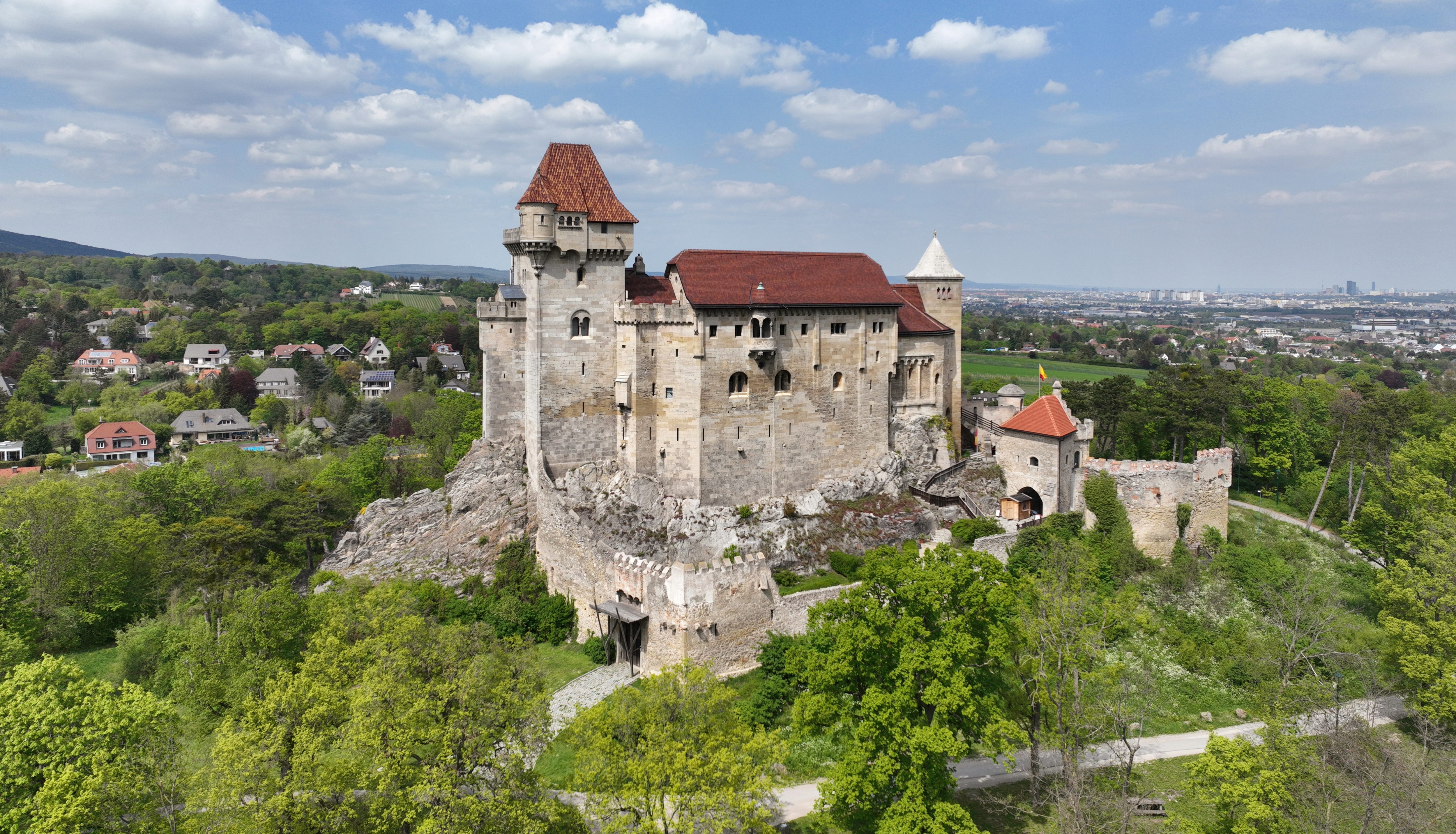
Burg Liechtenstein auf dem Kalenderberg

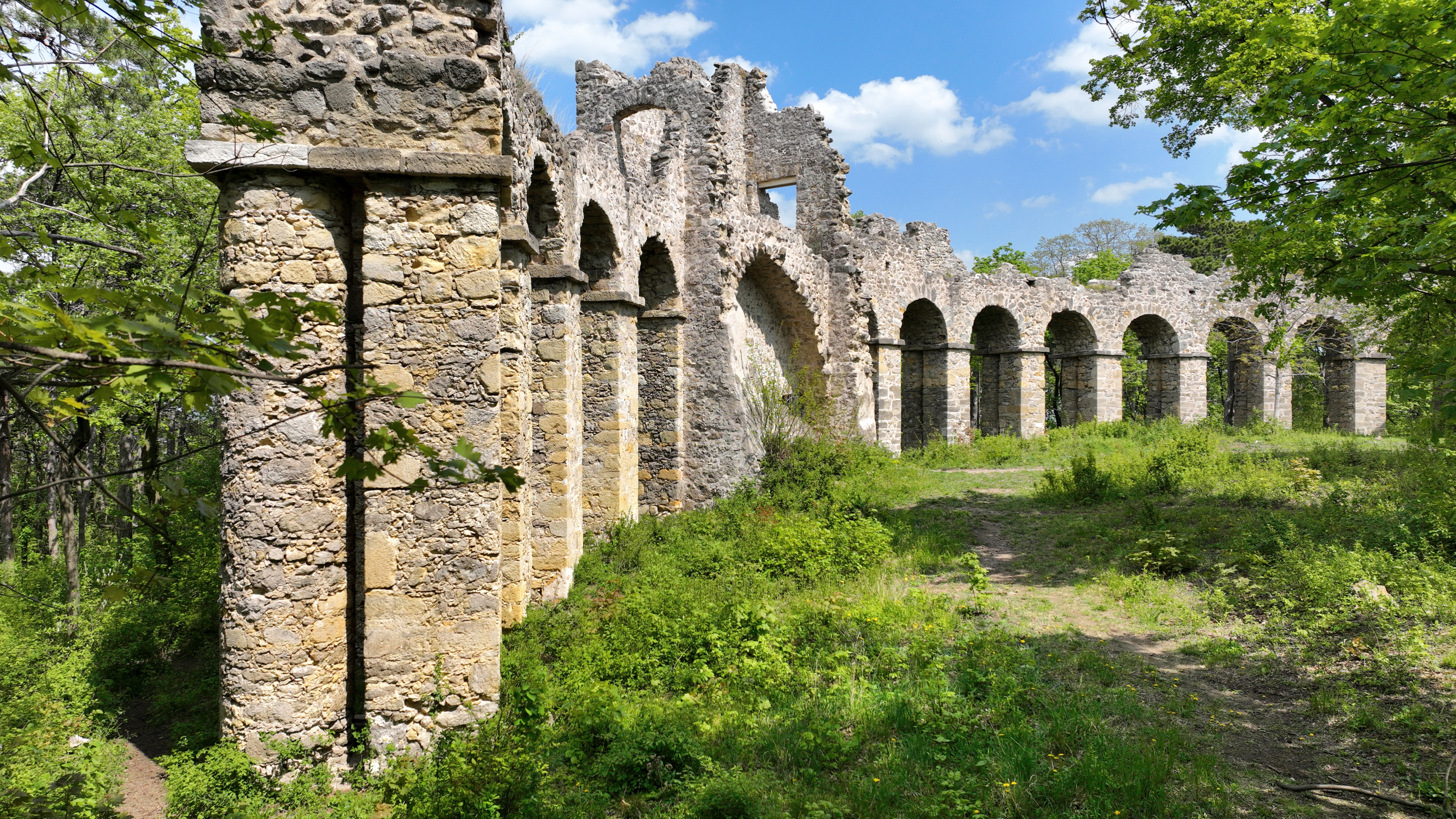
Das „Amphitheater“, eine der zahlreichen künstlichen Ruinen auf dem Kalenderberg

- Burg Liechtenstein: 1136 erstmals urkundlich erwähnt; auf einem Felsrücken auf 300 m Seehöhe erbaut. Ehemals Stammsitz des Fürsten von Liechtenstein
- Schloss Liechtenstein
- Schlösschen auf der Weide
- Schloss Hunyadi: spätbarockes Schloss
- Pfarrkirche Maria Enzersdorf-Südstadt
- Franziskanerkloster Maria Enzersdorf mit der Wallfahrtskirche Maria Enzersdorf hl. Maria Magdalena und Maria, Heil der Kranken
- Missionshaus St. Gabriel
- Naturpark Föhrenberge
- Kulturlandschaft Rauchkogel
- Neujahrskonzert: Seit 1995 findet jedes Jahr – meist am Dreikönigstag bzw. am letzten Sonntag der Weihnachtsferien – ein Neujahrskonzert mit dem Koncz-Ensemble statt.
- Portiunculamarkt: Am 2. August findet jedes Jahr der traditionelle Portiunculamarkt in der Kirchenstraße und Franz-Keim-Gasse statt.
- Nestroy-Spiele Liechtenstein: Bis 2012 fanden unter der Leitung von Elfriede Ott im Sommer Theateraufführungen im Rahmen des Theaterfestes Niederösterreich, die sogenannten Nestroy-Spiele auf der Burg Liechtenstein – im Burghof auf der Außenseite der Burg – statt.
- Sängerknaben vom Wienerwald Heimat der Chorschule der Sängerknaben vom Wienerwald
- Chorvereinigung Maria Enzersdorf
- Jugendblasmusik Maria Enzersdorf
- EVN Sammlung (Kunstsammlung)

## Wirtschaft und Infrastruktur
- War der ursprüngliche Haupterwerb der Weinbau, so sind nun Handel und Gewerbe maßgeblich. Auch ein großer Industriebetrieb des weltweit agierenden Druckmaschinenherstellers KBA liegt in Maria Enzersdorf. In der Südstadt ist die Zentrale der EVN, der Energieversorgungsgesellschaft für Niederösterreich (früher Newag-Niogas). Die beiden genannten und das Autohaus Stipschitz (VW-Audi) sind die größten Betriebe in Maria Enzersdorf.

- Die beiden wichtigsten Zentren des Handels, die Hauptstraße und das EKZ Südstadt, haben seit Jahren mit Problemen zu kämpfen: Vor allem durch die starke Konkurrenz der nur wenige Kilometer entfernten Shopping City Süd sowie wegen der relativ hohen Mieten gibt es im EKZ Südstadt kaum Neuansiedlungen. Im Altort haben die wenigen Geschäfte durch wenige Parkplätze, ein unattraktives Ambiente und die Schließung des letzten Supermarktes (der auf ein nur wenige hundert Meter entferntes, sehr großes Grundstück umgezogen ist) einen schweren Stand. Auch hier ist die Nähe der Bezirkshauptstadt Mödling und der Shopping City Süd ein Manko.

- Biomasseheizkraftwerk Mödling: Maria Enzersdorf ist im dicht verbauten Gebiet fast vollständig mit biogener Fernwärme, welche im Biomasseheizkraftwerk Mödling erzeugt wird, aufgeschlossen. Die öffentlichen Gebäude wie Schulen und Verwaltungsgebäude sowie auch die großvolumigen Wohnbauten werden mit dieser Fernwärme versorgt.

### Bildung
- 3 Volksschulen (Altort, Südstadt und Privatvolksschule SME)
- 1 Gymnasium (Sportgymnasium)
- 1 Hochschule (Theologische Hochschule St. Gabriel im Missionshaus St. Gabriel)

Bis zum Schuljahr 2007/2008 gab es auch eine Hauptschule in Maria Enzersdorf. Wegen zu geringer Schülerzahlen wurde diese Schule mit der Hauptschule in Brunn am Gebirge zusammengelegt. Schulstandort ist Brunn am Gebirge. Am Standort der ehemaligen Hauptschule wurde eine Vergrößerung der Volksschule, ein neuer Schulhort und ein Kindergarten errichtet. Eröffnet wurde das Zentrum im Jahr 2011.

### Verkehr
- Bahn: Durch das Ortsgebiet führt die Südbahn. Der Bahnhof Brunn/Maria Enzersdorf wird mit der Nachbargemeinde Brunn am Gebirge geteilt. Er liegt auf dem Gemeindegebiet von Brunn am Gebirge, nördlich von Maria Enzersdorf. Dadurch ist Maria Enzersdorf im 15-Minuten-Takt an Wien angebunden.

Der Ortsteil Südstadt liegt direkt an der Badner Bahn, die zur Hauptverkehrszeit alle 7–8 Minuten Richtung Wiener Neudorf und Wien-Oper unterwegs ist. Die Haltestelle liegt knapp außerhalb des Gemeindegebietes auf dem Gebiet der Gemeinde Wiener Neudorf (östlich des Gemeindegebietes).
Bis 1967 verlief auch die Straßenbahnlinie 360 (Wien-Rodaun – Mödling) durch den Ort. Sie wurde durch eine Autobuslinie ersetzt.
- Bus: Des Weiteren führt eine erhebliche Zahl an Buslinien durch den Ort, die unter anderem eine gute Anbindung in Richtung Mödling und Siebenhirten (U6) gewährleisten. Auch der Bahnhof Liesing, die Shopping City Süd und die U-Bahn-Station Hietzing (Linie U4) sind in angemessener Zeit zu erreichen.
- Straße: Überregionale Straßenverbindungen befinden sich nicht direkt im Ort, die Südautobahn A2 und die Wiener Außenringautobahn A21 sind aber schnell erreichbar. Durch den Ort führen die Landesstraße B12 (Hauptstraße) in Nord-Süd-Richtung sowie einige weitere Landesstraßen (In den Schnablern, Franz-Josef-Straße, Johannesstraße, Urlauberkreuzstraße) in Ost-West-Richtung. In den letzten Jahren kam es, so wie im gesamten Bezirk, zu einem ansteigenden Verkehrsaufkommen, das neben den oben genannten Verkehrswegen auch einige Seitengassen des untergeordneten Straßennetzes (Heugasse/Gabrielerstraße, Gießhüblerstraße/Franz-Keim-Gasse) überproportional betrifft.

### Sport
Bekannt ist das Bundessportzentrum mit der ehemals als Bundesstadion Südstadt bezeichneten Datenpol Arena, Heimat des Fußballvereins FC Admira Wacker Mödling, der in der zweithöchsten österreichischen Fußballliga, der 2. Liga, spielt. Maria Enzersdorf ist auch die Heimat des national und international erfolgreichen Damen-Handballclubs Hypo Niederösterreich. Bekannte Einzelsportler sind zum Beispiel der Sportsegler Wolfgang Moser, Triathlet Michael Weiss oder die Badmintonspielerin Katrin Neudolt.

## Politik

### Gemeinderat
Der Gemeinderat hat 33 Sitze.
- Bei den Gemeinderatswahlen in Niederösterreich 2020 ergab sich folgende Verteilung: 15 ÖVP, 7 Parteiunabhängige Aktive, 6 GRÜNE, 2 NEOS, 2 SPÖ und 1 FPÖ.[9]

### Bürgermeister
Bürgermeister
- 1849–1856 Josef Keck[10]
- 1856–1864 Anton Kraus
- 1864–1867 Georg Sternecker
- 1867–1870 Franz Moser
- 1870–1873 Alois Hößl
- 1873–1876 Lambert Stix
- 1876–1900 Josef Leeb
- 1900–1913 Michael Hof
- 1913–1919 Franz Hof
- 1919–1921 Ferdinand Maller
- 1921–1938 Karl Huber
- 1938–1939 Josef Feistauer

Ortsvorsteher
- 1945–1947 Friedrich Paast[10]
- 1947–1950 Josef Jaschek
- 1950–1954 Walter Modl

Bürgermeister
- 1954–1965 Walter Modl[10]
- 1965–1967 Gert Stanek
- 1967–1982 Peter Messinger
- 1982–1985 Franz Reith
- 1985–2000 Gottfried Höller
- 2000–2006 Christian Beck
- 2006–2013 Edeltraud Obner
- seit 2013 Johann Zeiner (ÖVP)[10]

### Gemeindepartnerschaften
- Bergschenhoek (Niederlande) 1976 bis 2006. Aufgrund der Zusammenlegung der Gemeinde Bergschenhoek mit umliegenden Gemeinden wurde die Partnerschaft nach 30 Jahren beendet, da eine Partnerschaft nur zwischen etwa gleich großen Gemeinden sinnvoll ist.

## Persönlichkeiten
- Ilona Duczyńska (1897–1978), Widerstandskämpferin, Journalistin, Übersetzerin und Historikerin
- Elfie Mayerhofer (1917–1992), Sängerin und Filmschauspielerin
- Friedrich Lehr (1917–1990), Gewerkschafter, Bürgermeister von Mödling und Abgeordneter zum Nationalrat
- Bruno von Montluisant (1815–1898), Generalmajor
- Eduard Moser (1915–1987), Mittelschulprofessor und Politiker, Abgeordneter zum Nationalrat
- Viktor Müllner (1902–1988), Landeshauptmann-Stellvertreter; Ehrenbürger von Maria Enzersdorf[11]
- Elfriede Ott (1925–2019), Schauspielerin, Sängerin und Regisseurin; Ehrenbürgerin von Maria Enzersdorf[11]
- Hans Weigel (1908–1991), Schriftsteller und Theaterkritiker